# Noves
Noves – miejscowość i gmina we Francji, w regionie Prowansja-Alpy-Lazurowe Wybrzeże, w departamencie Delta Rodanu.
Według danych na rok 2018 gminę zamieszkiwało 5935 osób, a gęstość zaludnienia wynosiła 212 osoby/km² (wśród 963 gmin regionu Prowansja-Alpy-W. Lazurowe Noves plasuje się na 155. miejscu pod względem liczby ludności, natomiast pod względem powierzchni na miejscu 364.).

## Demografia
Ludność według wieku:
| Wiek            | 2007 | %    | 2012 | %    | 2017 | %    |
| --------------- | ---- | ---- | ---- | ---- | ---- | ---- |
| 0 - 14 lat      | 925  | 18,3 | 945  | 17,9 | 1129 | 19,2 |
| 15 - 29 lat     | 792  | 15,7 | 880  | 16,6 | 923  | 15,7 |
| 30 - 44 lat     | 1066 | 21,1 | 1045 | 19,7 | 1185 | 20,1 |
| 45 - 59 lat     | 1063 | 21,1 | 1073 | 20,3 | 1191 | 20,2 |
| 60 - 74 lat     | 705  | 14   | 789  | 14,9 | 900  | 15,3 |
| 75 lat i więcej | 493  | 9,8  | 562  | 10,6 | 563  | 9,6  |

Ludność historyczna:
| Rok                             | 1982  | 1990 | 1999 | 2007  | 2012  | 2017 | 2018 |
| ------------------------------- | ----- | ---- | ---- | ----- | ----- | ---- | ---- |
| Populacja                       | 3693  | 4021 | 4440 | 5045  | 5293  | 5891 | 5935 |
| Średnia gęstość (mieszk. / Km²) | 132,3 | 144  | 159  | 180,7 | 189,6 | 211  | 212  |